# Koning Willem-Alexandergemaal
Het Koning Willem-Alexandergemaal is een boezemgemaal in de kern Katwijk aan Zee, in Katwijk, in de Nederlandse provincie Zuid-Holland. Op 12 juni 1951 keurden de Gedeputeerde Staten van Zuid-Holland het ontwerp van het nieuwe gemaal goed en hetzelfde jaar werd er aan de bouw begonnen. Het gemaal werd geopend in 1954 en verving een binnensluis op deze locatie aan de Oude Rijn uit 1806 en een aansluitend boezemgemaal. Het gemaal pompt water uit de Rijnlandse boezem.

## Geschiedenis

### Eerste gemaal
De bouw van het iets ten noorden van de sluis gelegen stoomscheprad-gemaal werd in 1881 voltooid en kostte minder dan 500.000 gulden, ruim 125.000 gulden minder dan de door dijkgraaf De Clercq geschatte 625.000 gulden. Dit gemaal werd in de loop der jaren verbeterd en werd in 1923 aangesloten op het gemeentelijke elektriciteitsnet. In 1943 kwam ingenieur P. de Gruyter, hoofd van de Technische Dienst van het Hoogheemraadschap van Rijnland, met het plan om het oude stoomgemaal te vernieuwen. Om de natuurlijke lozing te vermeerderen moesten de binnen- en buitensluis afgebroken worden, een schutsluis worden gebouwd (voor toekomstige zandwinning), een nieuwe uitwateringssluis worden gebouwd (die de eerste zeewaterkering zou vormen), verbreding van de bestaande voorboezem (uitwatering) en het maken van nieuwe langere hoofden in zee plaatsvinden. In 1946 kreeg De Gruyter van het dagelijks bestuur van Rijnland opdracht tot het ontwerpen van een gemaal. Ir. Monhemius (werktuigkundig adviseur van Rijnland) werd opgedragen een ontwerpbestek voor de machine-installatie te maken.
Na een tijd van vergaderen, kwam de bouw van het gemaal weer aan de orde in 1948 en werd er vastgesteld dat het gemaal uit 1881 nog tot 1952 gebruikt zou kunnen worden. Intussen werkte ingenieursbureau DHV aan de voorbereiding van de bouw van het gemaalgebouw en was er discussie over wie wat zou ontwerpen en wie als esthetisch adviseur zou optreden. Dit werd de Leidse architect B. Buurman en later M.P. Schutte.

### Tweede gemaal
Het huidige gemaal werd in 1954 in werking gesteld. Rond de jaarwisseling 1954-1955 werd de machine-installatie van het oude gemaal gesloopt, waarna de sloop van de oude gebouwen volgde en een gronddam met rijweg gebouwd werd langs de westelijke gevel van het nieuwe gemaal. Op het gebouw bevinden zich verschillende details van de beeldhouwer Hans Petri en tegen het gebouw bevindt zich een bronzen beeld van graaf Willem I van Holland, gemaakt door Oswald Wenckebach in 1954. Het gebouw is opgenomen in de top 100 Nederlandse monumenten 1940-1958 en in 2010 aangewezen als rijksmonument.

#### Uitbreiding
In 2008 werd begonnen met de bouw van een nieuwe gemaalunit naast het bestaande gemaal. Er werd een elektrische pomp geplaatst en in 2009 was het werk gereed. Daarna zijn de pompen van het bestaande gemaal een voor een vervangen en kon tijdens de gehele renovatie altijd met drie pompen worden gemalen. In 2011 was de vervanging van de pompen voltooid, waarna op 19 november 2011 het geheel feestelijk geopend werd en gasten verwelkomd werden door Napoleon, die daadwerkelijk ongeveer 200 jaar eerder het toenmalige gemaal bezocht. Door de renovatie en de uitbreiding van het gemaal is de capaciteit bijna verdubbeld, van 54 m³/seconde naar 94 m³/s.
Vanwege de troonswisseling en de inspanningen van koning Willem-Alexander voor goed en gezond waterbeheer in zijn tijd als prins, heeft het hoogheemraadschap besloten aan het boezemgemaal Katwijk de naam van de koning te verbinden. De naam was al eerder in 2013 als officiële naam voor het eerder naamloze boezemgemaal gekozen. De belettering werd feestelijk onthuld op monumentendag, 14 september 2013. De belettering bevindt zich aan de westgevel van het gebouw, langs de Binnensluis die het noordelijk gebied van de kern Katwijk-Noord verbindt met de kern Katwijk aan Zee.

## Galerij

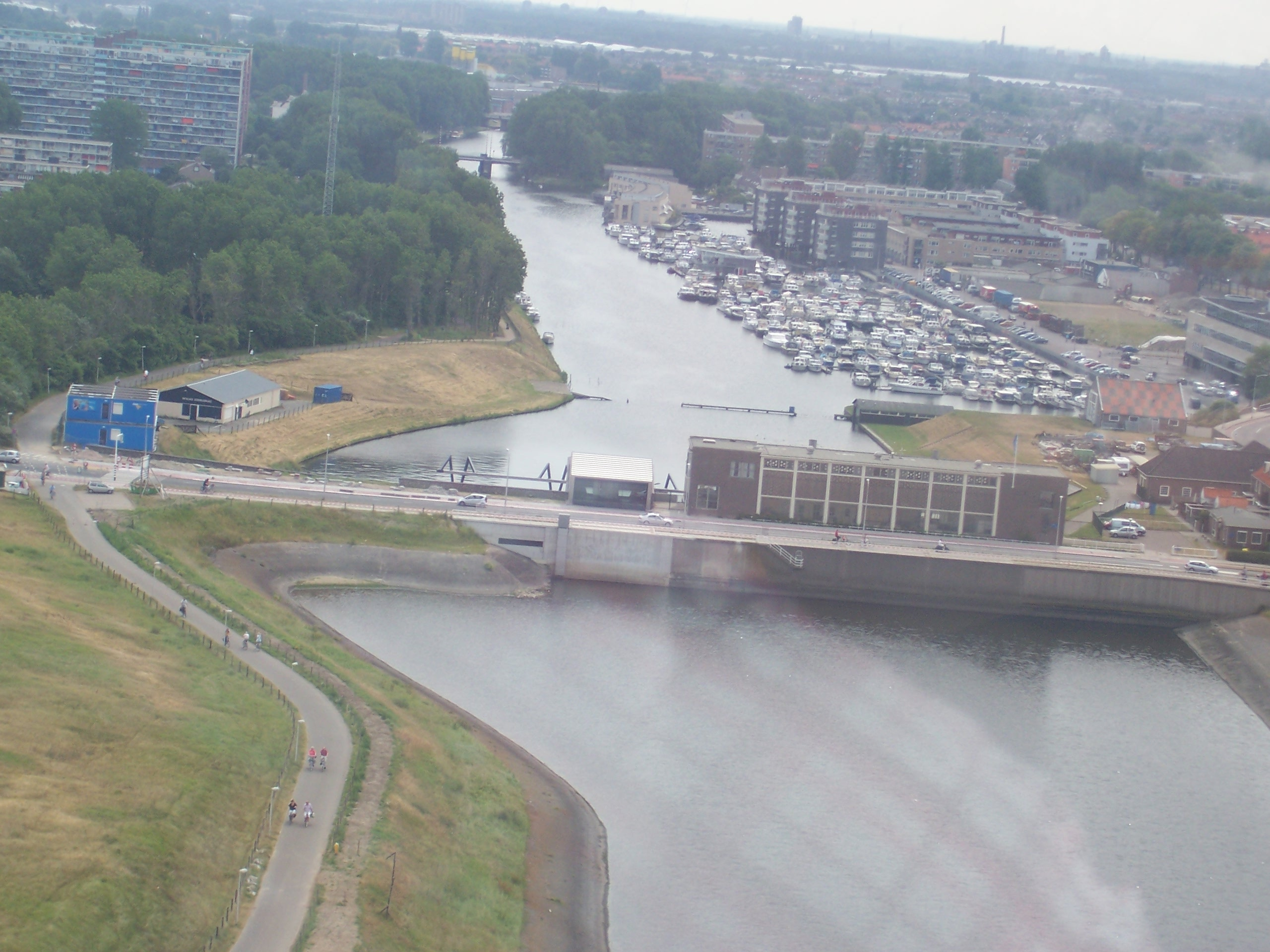
Luchtfoto, 3 juli 2010, vanuit een helikopter.
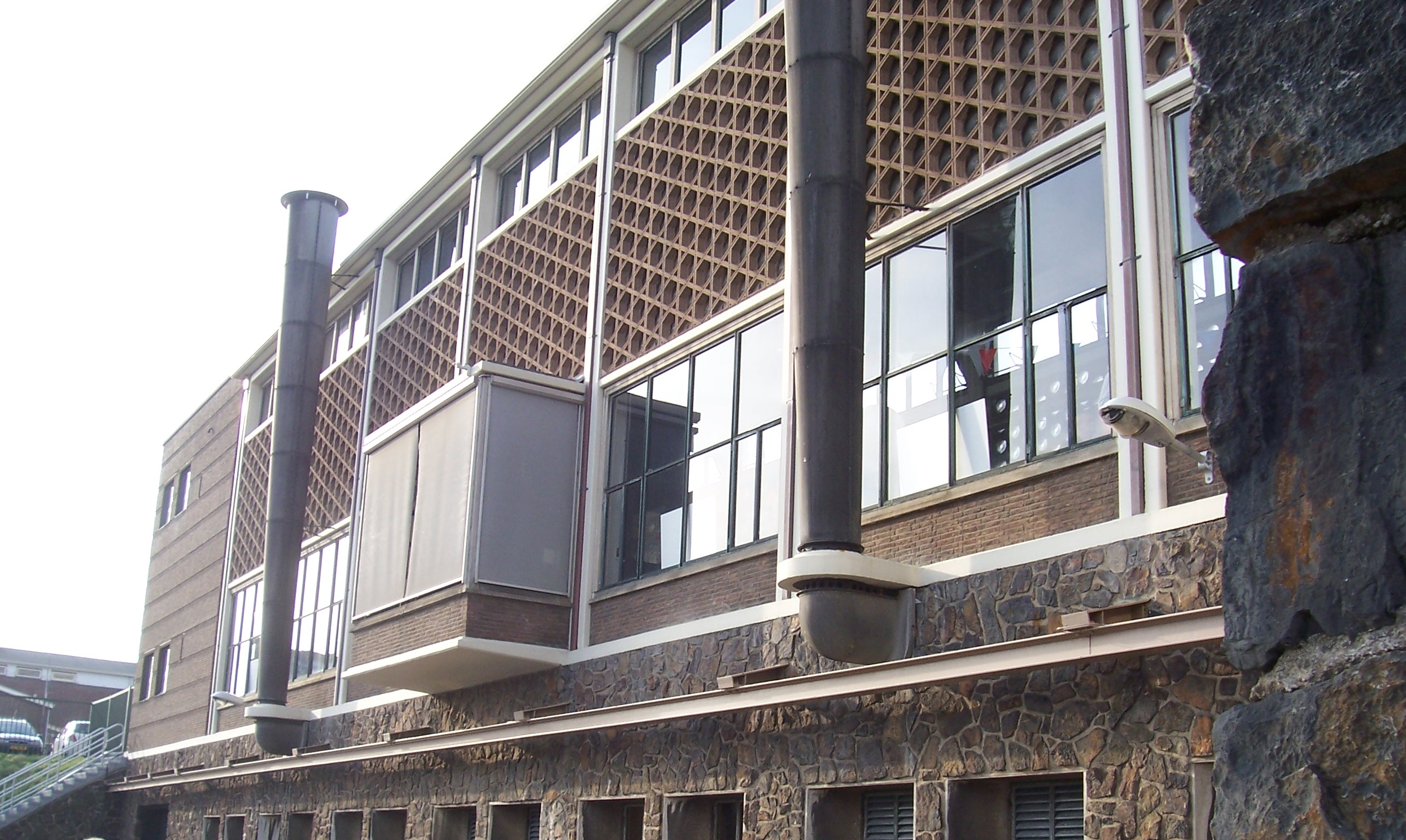
Gemaal langs de oostzijde.
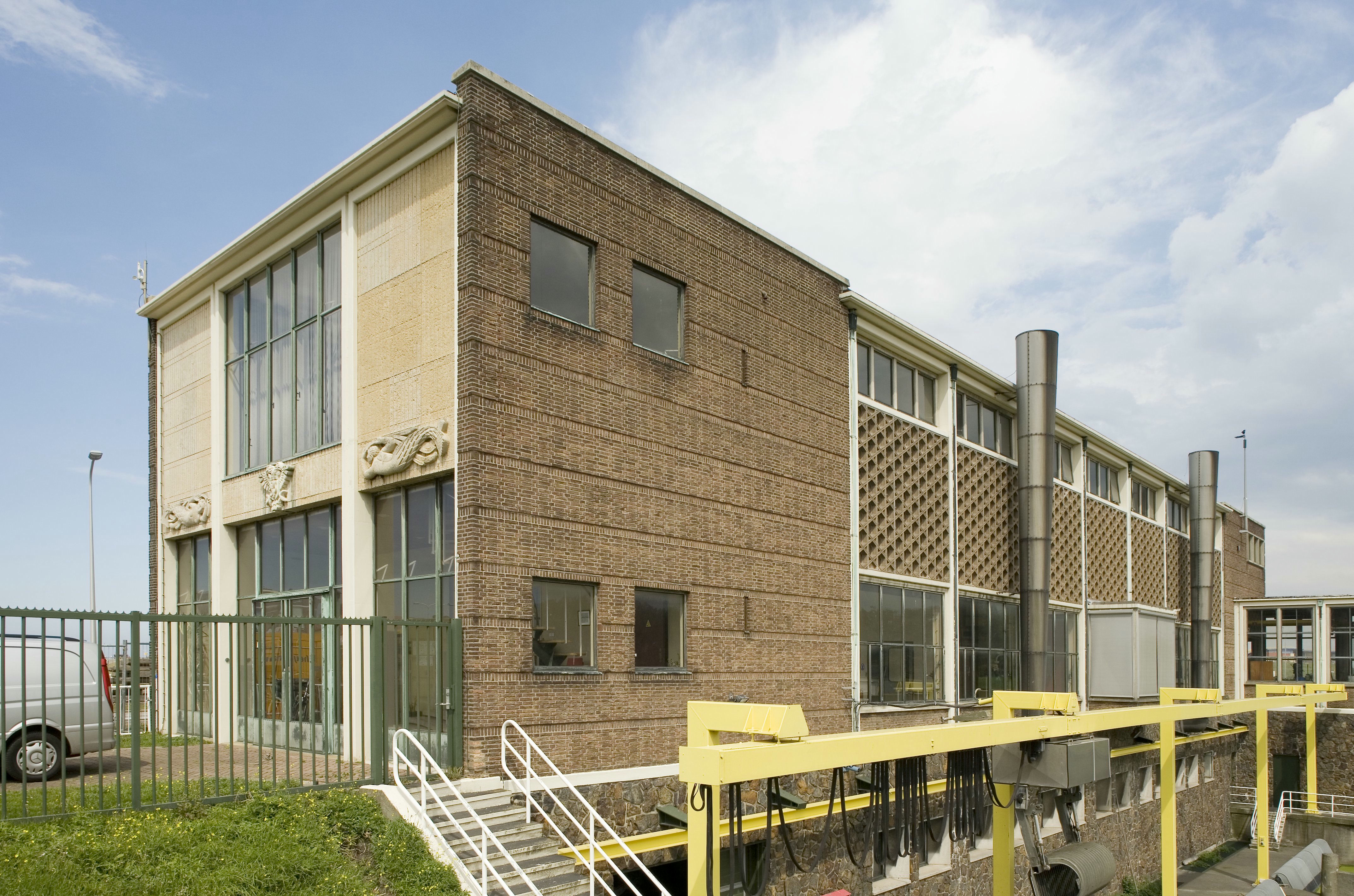
Achterzijde
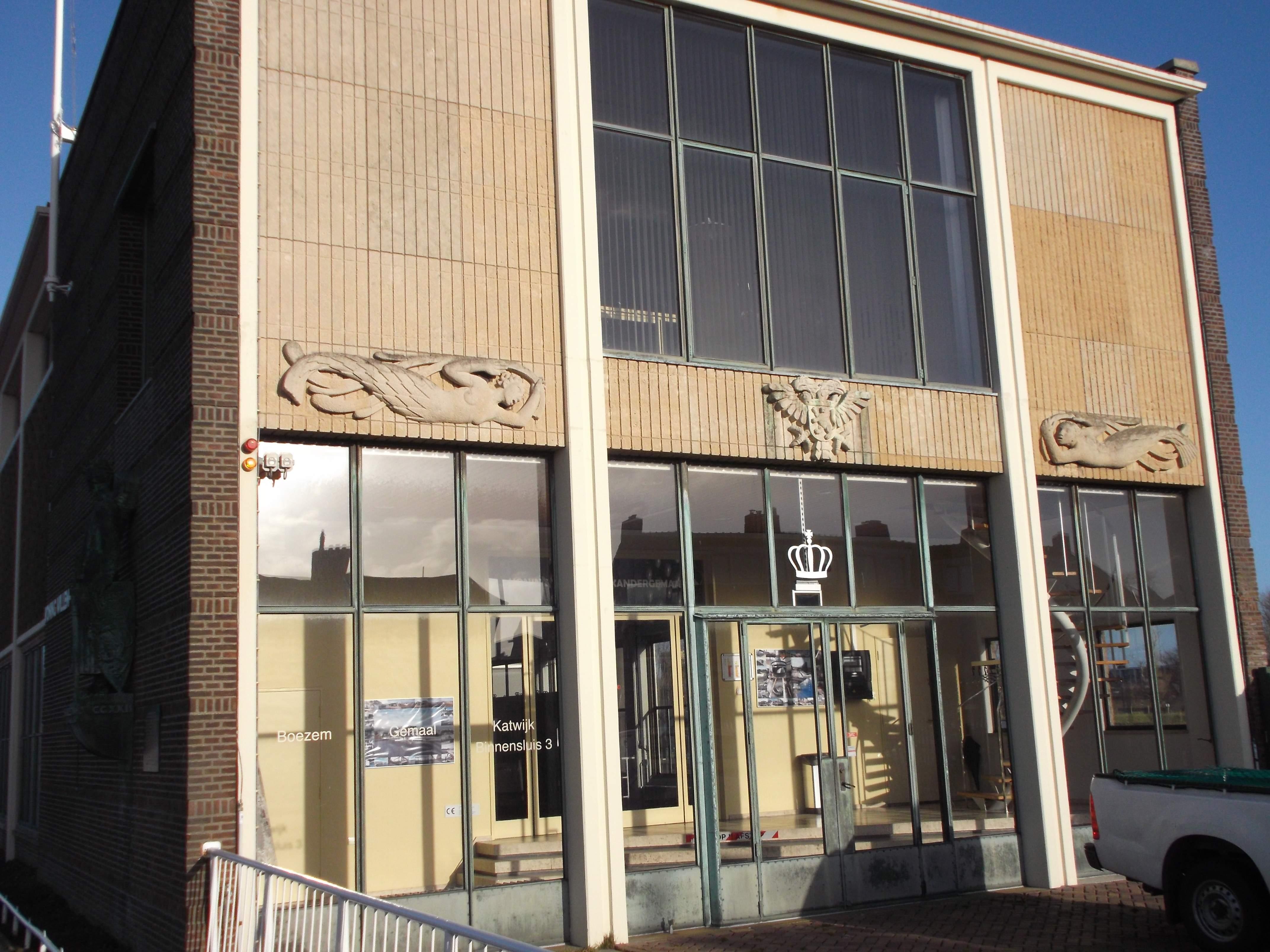
Voorgevel (noordkant) met driedelig reliëf van Hans Petri.
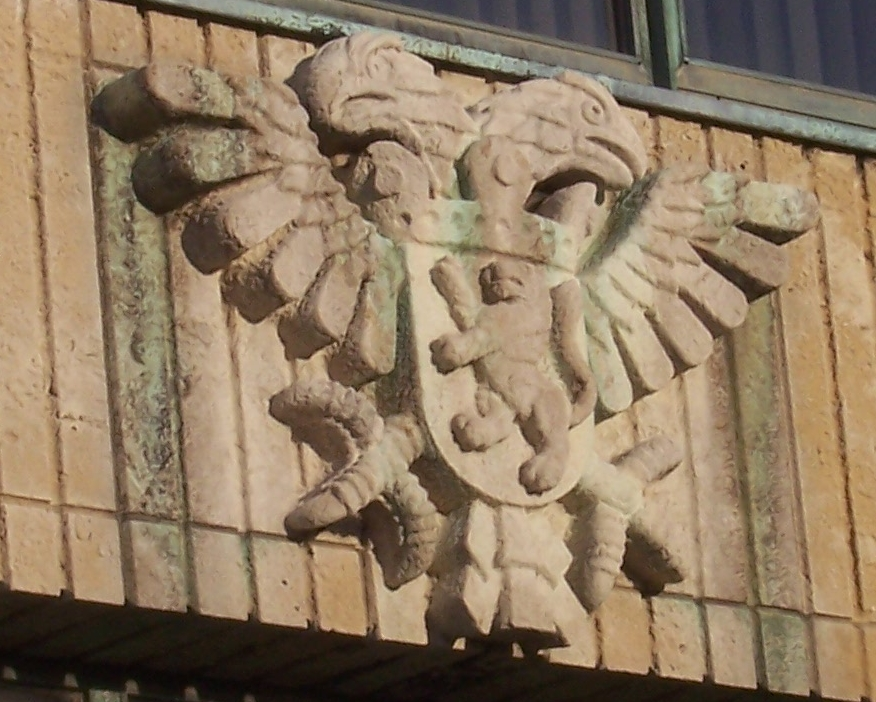
Wapen door Hans Petri.
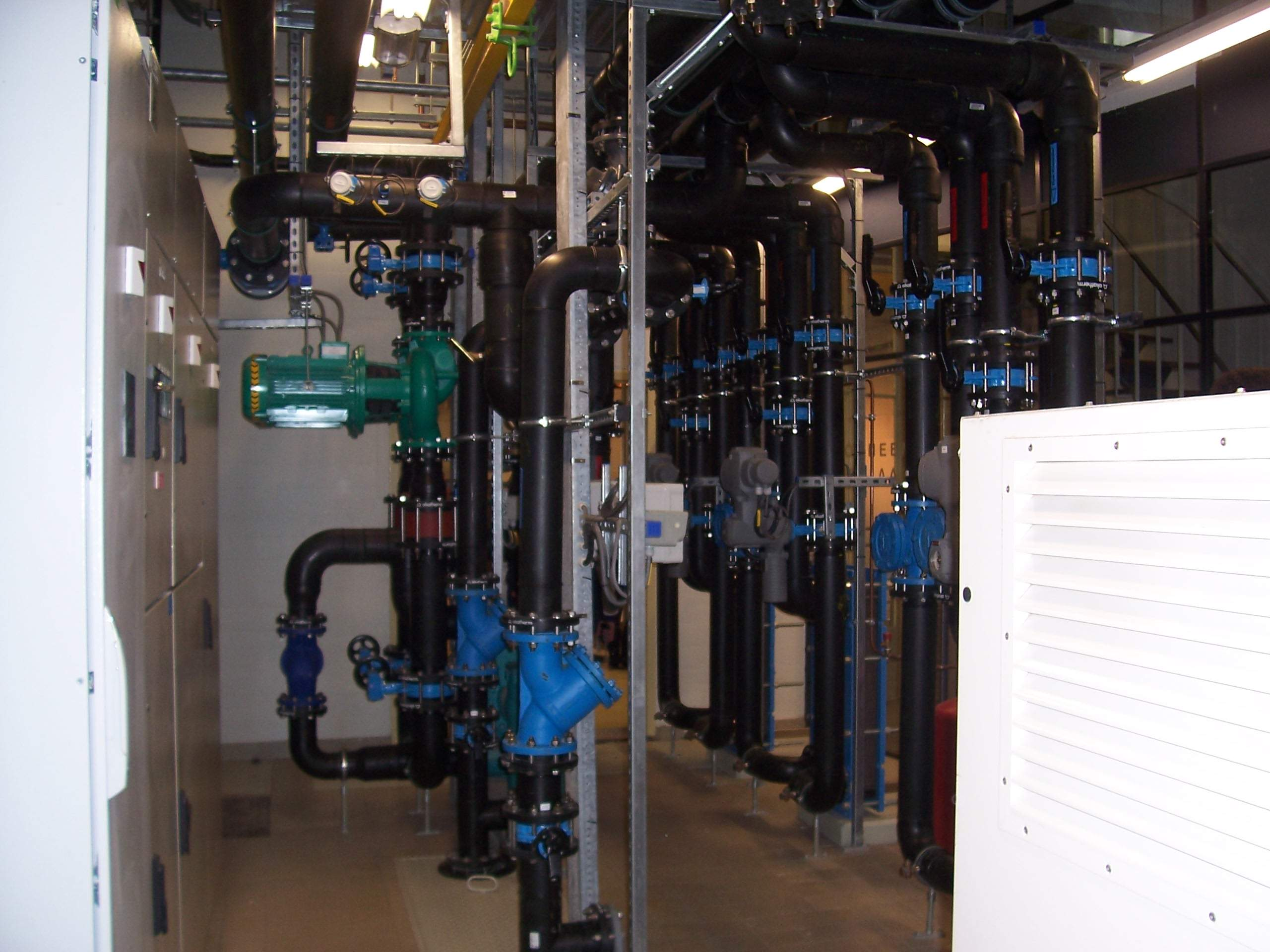
Pompen t.b.v. werktuigbouwkundige installaties
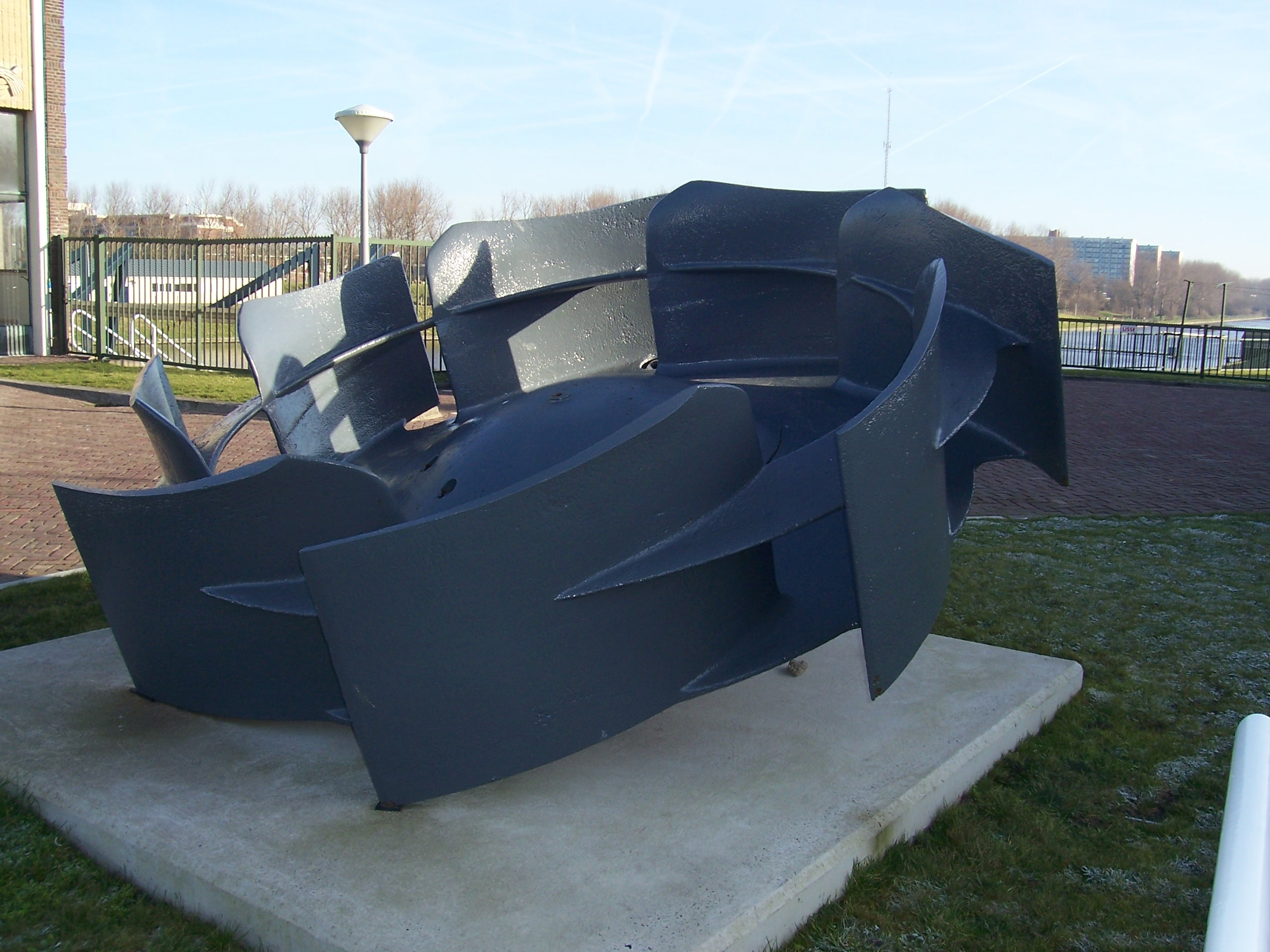
Voormalige pompwaaier van boezemgemaal Katwijk.

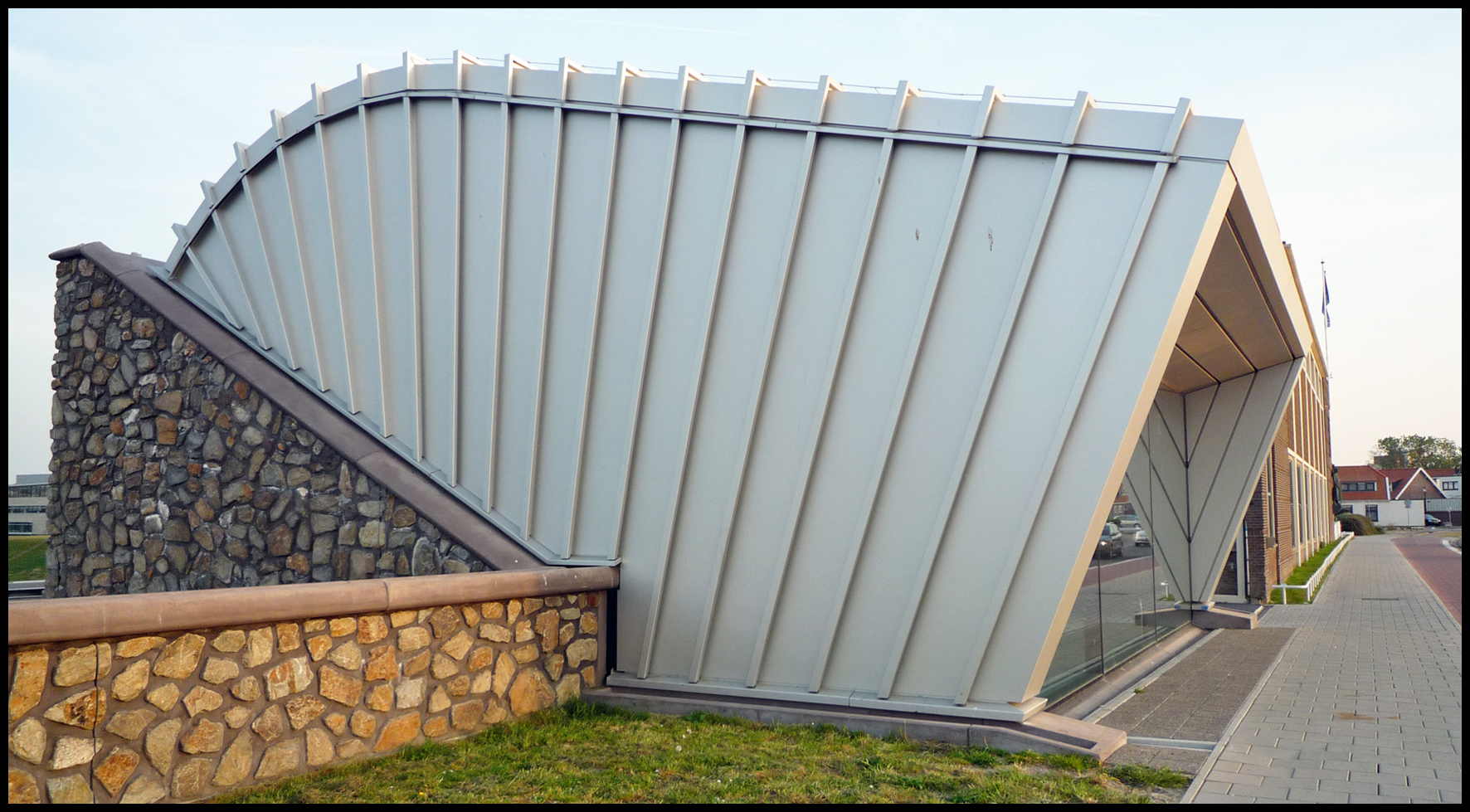
Nieuwe gemaalunit, 2011
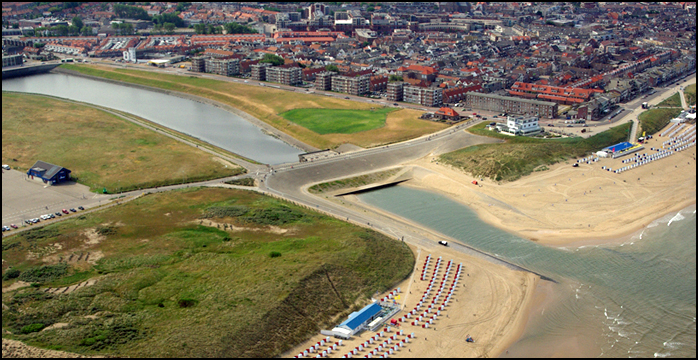
Gemaal en sluis